# Frienisberg BE
| BE ist das Kürzel für den Kanton Bern in der Schweiz. Es wird verwendet, um Verwechslungen mit anderen Einträgen des Namens Frienisberg zu vermeiden. |

Frienisberg ist ein Dorf in der politischen Gemeinde Seedorf im Schweizer Kanton Bern.

## Geographie
Frienisberg befindet sich zwischen der Bundesstadt Bern und dem bernischen Seeland auf 662 m ü. M., am Nordhang des Frienisbergs, eines 820 m ü. M. hohen Hügelzugs mit dem Chutzenturm als 360°-Aussichtspunkt und Triangulationspunkt 1. Ordnung.
Das Dorf liegt 3 km Luftlinie südöstlich von Seedorf, an der Gemeindegrenze zu Schüpfen und an der Hauptstrasse 236 Aarberg–Bern. Im öffentlichen Verkehr wird Frienisberg durch die Postautolinie 105 Bern–Lyss bedient.

## Geschichte
Die Geschichte Frienisbergs ist untrennbar mit dem Kloster Frienisberg verbunden. Dieses wandelte sich nach der Auflösung 1528 zum Sitz der Berner Landvögte in Frienisberg bis zum Ende der Berner Stadtrepublik 1798, danach zu einer (Spital- und) Pfründeranstalt, welche 1834 wiederum zur kantonalen Knabentaubstummenanstalt wurde. Später wurde daraus eine Verpflegungsanstalt, bis zum heutigen Wohn- und Pflegeheim Frienisberg, das sich weit über die Grenzen der ehemaligen Klostergebäude hinaus ausdehnt.
Das Wohn- und Pflegeheim ist seit 1897 als Genossenschaft nach Schweizer Recht organisiert. Seine Gebäude liegen verteilt auf dem gesamten Gebiet des Dorfes.

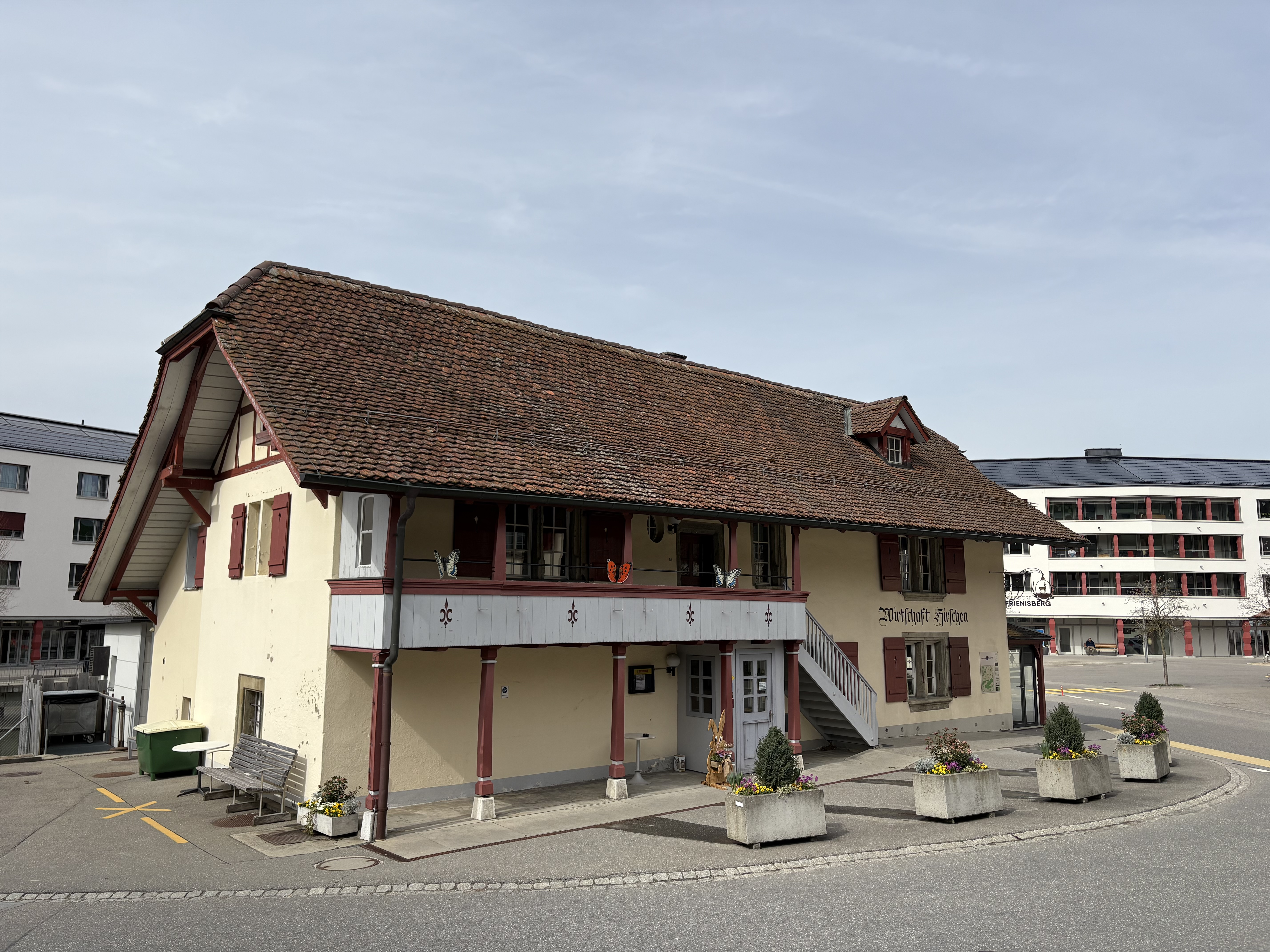
Wirtshaus Hirschen
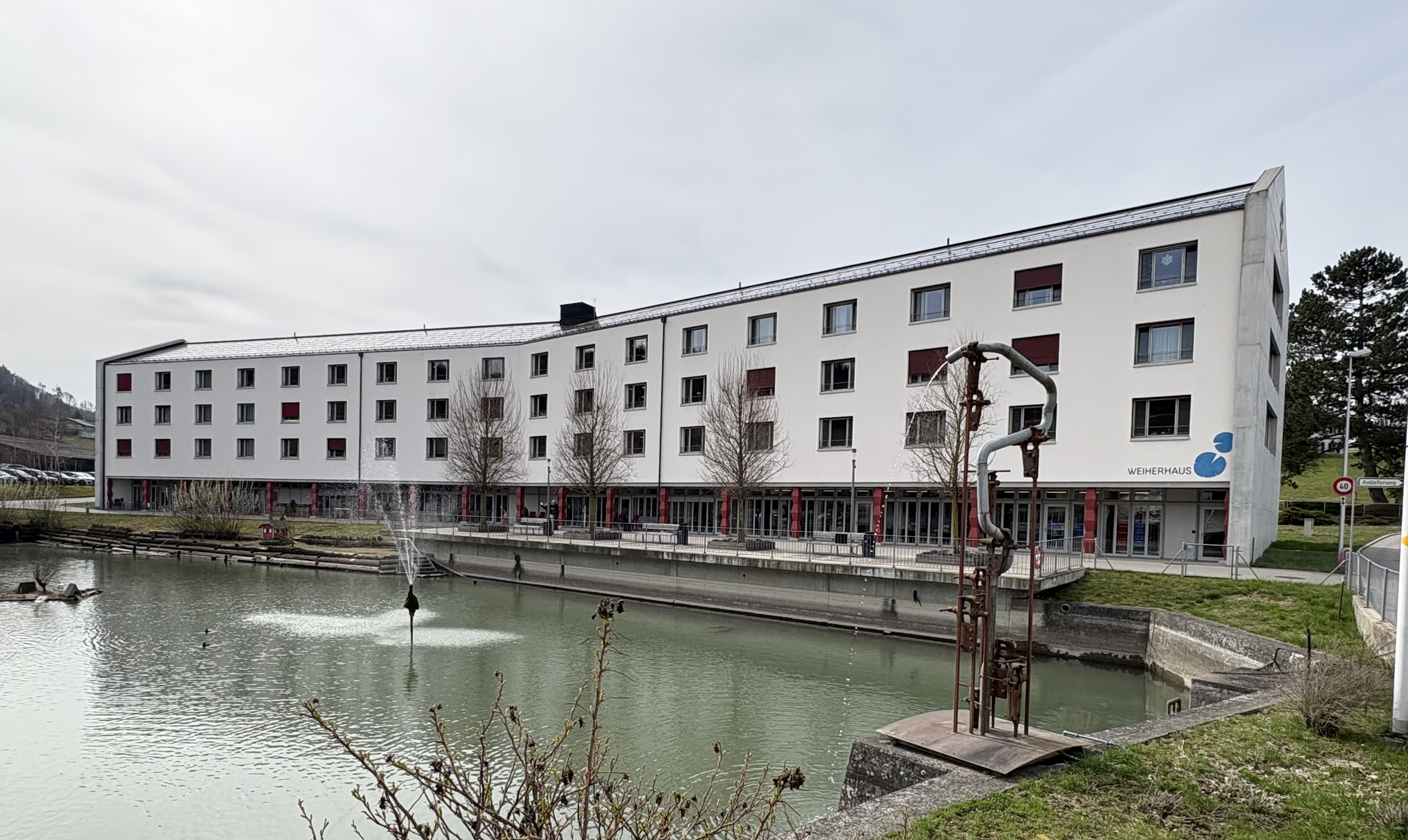
Weiherhaus

## Sehenswürdigkeiten
Das ehemalige Zisterzienserkloster mit seinem Innenhof und dem Klostergarten.

## Persönlichkeiten
- Hesso von Üsenberg (unbekannt–1177), erster Abt von Frienisberg von 1146 bis ca. 1160
- Rudolf Stettler (1731–1825), Landvogt von Frienisberg von 1771 bis 1777
- Bernhard Gottlieb Isaak von Diesbach (1750–1807), letzter Landvogt von Frienisberg von 1795 bis 1798
- Peter Gerber (1923–2012), Schweizer Politiker (SVP), Ständerat von 1979 bis 1987 und alt Ständeratspräsident
- Rolf Geissbühler (1941–2010), Schriftsteller